# 孔雀明王
大孔雀明王（藏語：རྨ་བྱ་ཆེན་མོ།，THL：Maja-chenmo），梵名音譯為摩訶摩瑜利羅闍，漢名又譯孔雀大明王，也稱大孔雀明王菩薩、佛母大孔雀明王、孔雀多羅菩薩、孔雀度母，簡稱孔雀明王。漢傳佛教與東密認為其是大日如來、釋迦牟尼佛的化身，主要功德在於消除毒害与病苦、護國息災、祈雨停雨等。藏傳佛教視其為佛母五大明王（五位女性明王，藏語：རིག་པའི་རྒྱལ་མོ་ལྔ།，THL：Rigpé gyalmo nga）之一。

## 由來
據《佛母大孔雀明王經》所載：係佛世時，有一比丘名曰莎底，出家未久，受具近圓，學毗奈耶法，為眾破薪營澡浴事，有大黑蛇，從朽木孔出，螫彼比丘右足拇指，毒氣纏身，悶絕於地，口中吐沬，兩目翻上。爾時阿難見狀，疾往佛所，請求救護。佛告訴阿難：「我有摩訶摩瑜利（大孔雀）佛母明王大陀羅尼，有大威力，能滅一切諸毒，怖畏災惱，攝受覆育一切有情，獲得安樂。」於是佛為阿難說此孔雀明王陀羅尼，阿難即持此孔雀明王法，回至莎底比丘所，為彼比丘而作救護，莎底比丘因此苦毒消散，身得安樂。
佛以是因緣而說孔雀明王經咒，經中並廣說此經咒有除諸病惱害，一切恐怖災禍之威力，勸令阿難普告四眾等受持流通，普令一切有情離諸憂惱，得福無量，常獲安樂。
至於佛何以說此明王陀羅尼，經中說佛過去世即曾經是金曜孔雀王，住在雪山南面，早夜讀誦明王陀羅尼，身心安穩。有一天因為忘了誦此陀羅尼，遂與眾多孔雀綵女在山林中遊戲，貪欲愛著，放逸昏迷，誤入獵人所設之陷阱中，被縛之時因憶本正念，誦此孔雀明王陀羅尼而得解脫，眷屬亦安穩無恙。佛因知此明王陀羅尼有大威神力，能令重罪減輕，輕罪消除，一切憂惱，悉皆消散。故慈心說此佛母大孔雀明王真言，欲令眾生時時憶念受持此真言陀羅尼，除諸怖畏，解脫苦難，常逢利益，不慎災危，福壽綿長。

## 經典
孔雀明王的經典是《大孔雀王神呪》（Mahā Māyūrī Vidyā Rājñī），有許多不同譯本，包括：
- 東晉帛尸梨蜜多羅譯的《大孔雀王神呪》一卷（現存《大金色孔雀王呪經》二種）[2]
- 題作鳩摩羅什譯的《孔雀王呪經》一卷[3]
- 梁代僧伽婆羅譯的《孔雀王呪經》二卷
- 唐代義淨譯的《大孔雀呪王經》三卷
- 唐代不空譯的《佛母大孔雀明王經》三卷

其中，以扶南三藏僧伽婆羅、義淨三藏與不空三藏所出的譯本，經文較為完整、達意。其他的經典還有唐代不空譯的《大孔雀明王畫像壇場儀軌》，大藏經並保存了一部孔雀經等真言的梵本。

## 形象

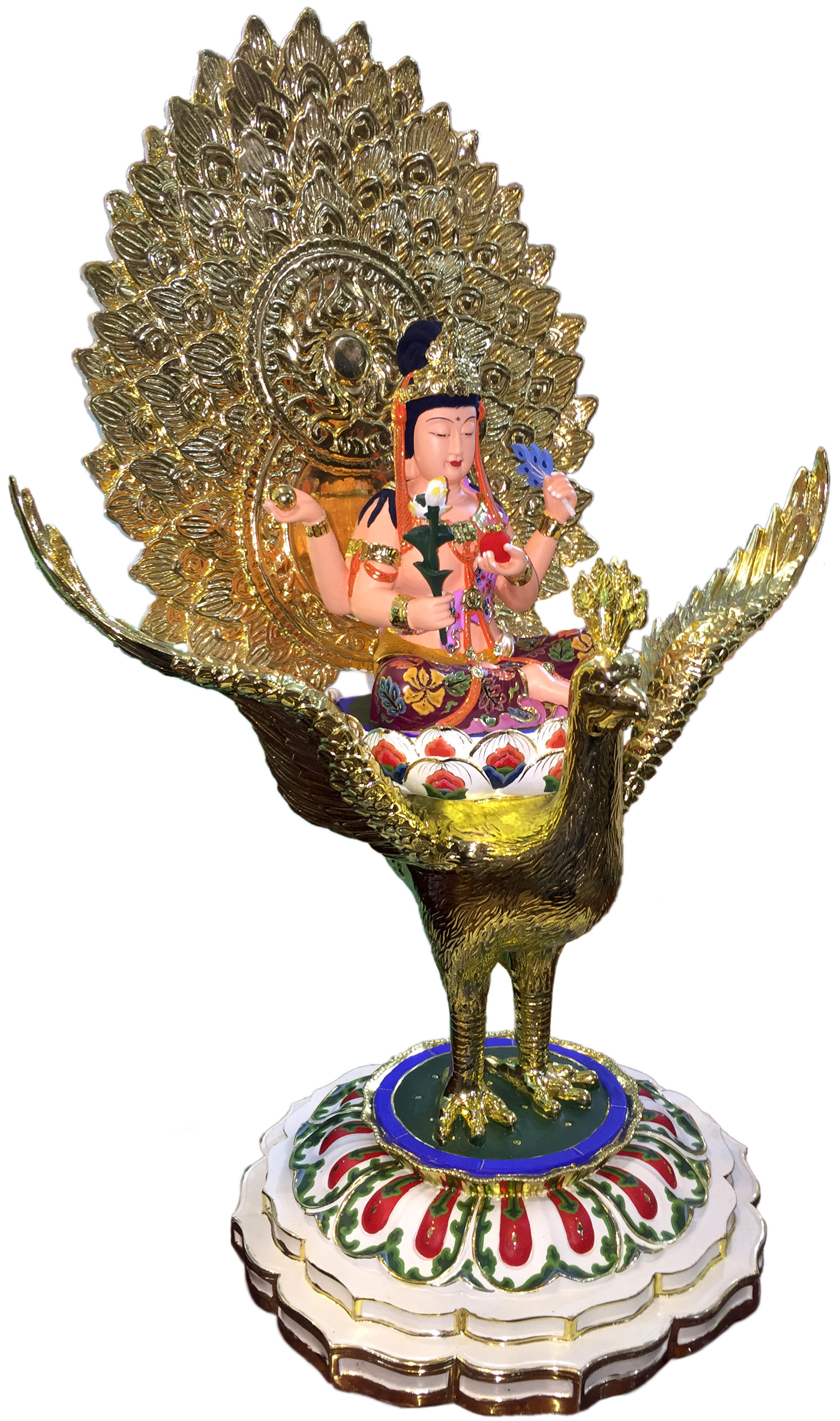
孔雀明王

依據《大孔雀明王畫像壇場儀軌》所載孔雀明王的形象為一面四臂︰「於蓮華胎上畫佛母大孔雀明王菩薩。頭向東方，白色，著白繒輕衣，以頭冠、瓔珞、耳璫、臂釧等種種來莊嚴，乘金色孔雀王，結跏趺坐於白蓮華上或青蓮華上，現慈悲相。有四臂，右邊第一手執開敷蓮華，第二手持俱緣果，左邊第一手當心，掌持吉祥菓，第二手執三、五莖孔雀尾。」在胎藏界曼荼羅中，此尊被安置於蘇悉地院南端的第六位。

## 傳播
在印度古代各地，僧俗二眾，都非常盛行孔雀明王的修持文化。在藏傳佛教是非常重要的本尊修法之一。在日本真言宗（東密）和天台宗（台密）兩大系統中，孔雀明王都不在男性五大明王之內（因為屬於佛教的女性五大明王之一），但以孔雀明王為本尊的修法，是東密四大法(藥師法、準提法、穢跡金剛法、孔雀法)之一。日本平安時代，自東密始祖弘法大師在「奉為國家請修法表」中提及此經，強調『孔雀明王經』之護國性以來，與「仁王經」、「守護國界主經」鼎足為三，認為此三經是：「佛為國王特說此經，摧滅七難，調和四時，護國護家，安己安他，此道妙典也。」此經融會顯密，易學易誦，卷帙適中，感應迅速是其特點。此經為東密所特別重視，尤其廣澤流以之為無雙大秘法。

## 外部連結
- 《佛母大孔雀明王經導讀》見如長老 著 （页面存档备份，存于）
- 《佛母大孔雀明王經》不空三藏奉詔 譯 （页面存档备份，存于）